# San Gabriel Valley Highlanders
Il San Gabriel Valley Highlanders era una società calcistica statunitense. Fondata nel 1997 da un gruppo di uomini d'affari di origine armena, la squadra militava nella Premier Development League (PDL), campionato che vinse nel 1998. Gli Highlanders si sciolsero nel 2001, dopo una disastrosa stagione in cui persero diciassette partite su venti in campionato.
Il San Gabriel Valley giocava le partite interne al Glendale High School Stadium di Glendale (California).

## Risultati anno per anno
| Anno | Divisione | League   | Reg. Season  | Playoff         | Open Cup        |
| ---- | --------- | -------- | ------------ | --------------- | --------------- |
| 1997 | "4"       | USL PDSL | 1° Southwest | 3°              | Non qualificato |
| 1998 | "4"       | USL PDSL | 2° Southwest | Campione        | 1º turno        |
| 1999 | "4"       | USL PDL  | 4° Southwest | Non qualificato | Non qualificato |
| 2000 | "4"       | USL PDL  | 4° Southwest | Non qualificato | 1º turno        |
| 2001 | "4"       | USL PDL  | 5° Southwest | Non qualificato | Non qualificato |

## Palmarès

### Competizioni nazionali
- United Soccer Leagues Premier Development League: 1

1998